# دهرتراشت

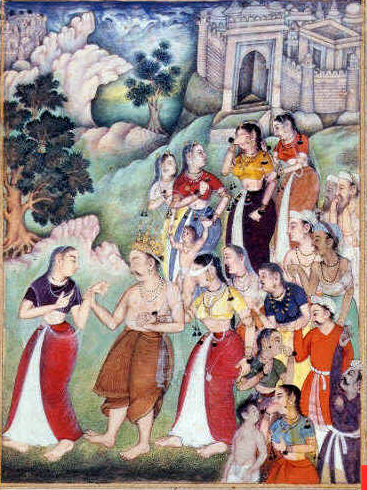
کنتی دهرتراشت و گندهاری را به سوی جنگل راهنمایی می کند.

دهرتراشت یا دهرتراشتر (سانسکریت: धृतराष्ट्र دهریتراشترا)، از شخصیت های رزمنامه هندی مهابهارت، و شهریار هستیناپور در زمان جنگ کرکهیت بود. او پسر ویچیتراویریا از نخستین همسرش آمبیکا بود، و پس از مرگ ویچیتراویریا، ویاس پدری او را برعهده گرفت. دهرتراشت از روز زادن نابینا بود. وی، به خواهش بهیشم، با گندهاری خواهر شاکونی پیوند نمود و صاحب صد فرزند شد که به کوروان مشهور شدند. دهرتراشت برادر ناتنی پاندو بود و عموی پاندوان نیز به شمار می رفت. وی، پس از جنگ کرکهیت، به بیشه زار رفت و از شاهی کناره گرفت.
نام دهرتراشت در آغاز دو فصل از کتاب بهگودگیتا آمده است، و چنین بر می آید که تمام کتاب بهگودگیتا گفتگوی وی با ارابه رانش سنجی است.